# Holly Willoughby

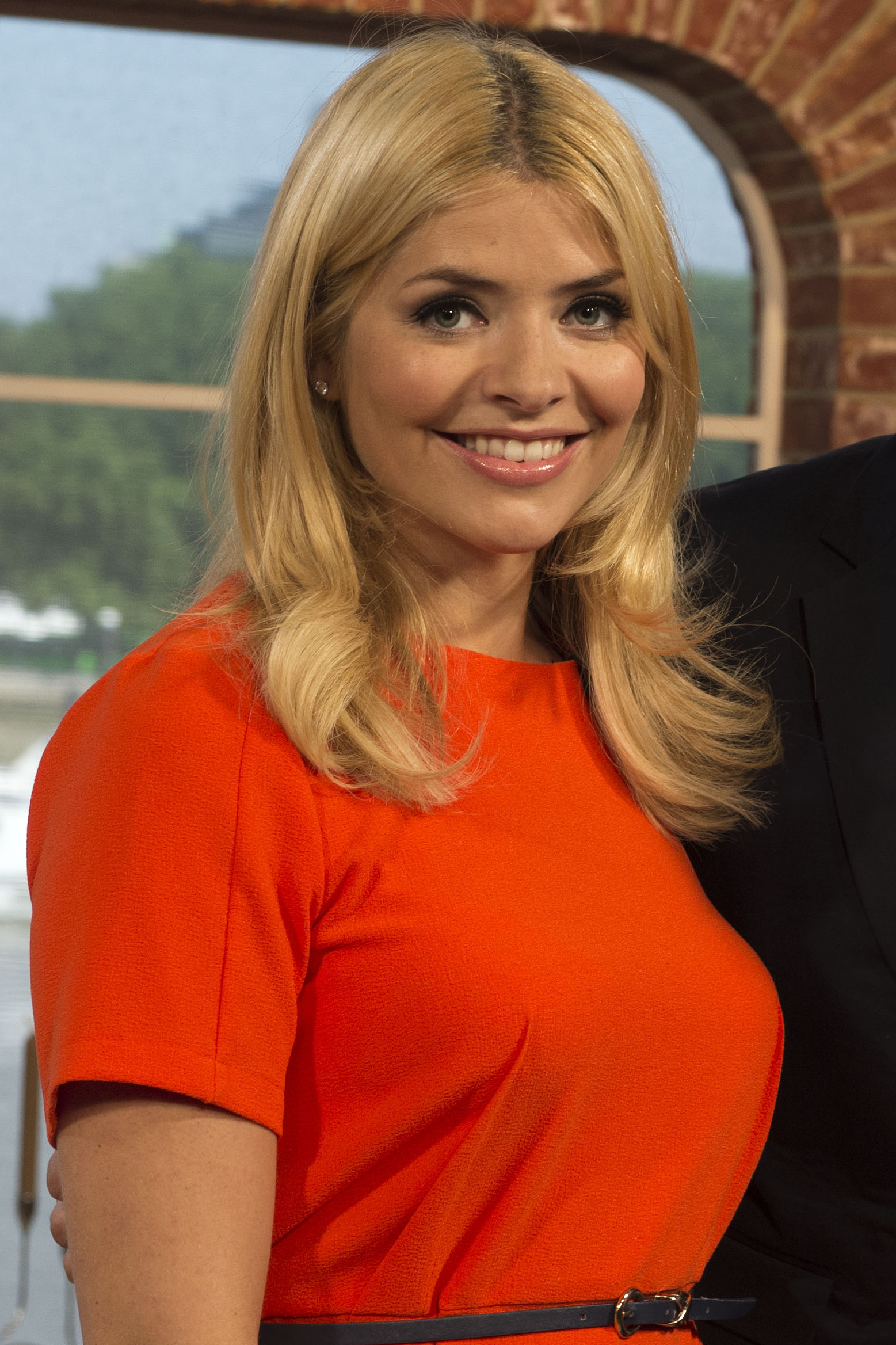
Holly Willoughby (2013)

Holly Marie Willoughby [ˈwɪləbi] (* 10. Februar 1981 in Brighton, East Sussex) ist eine britische Fernsehmoderatorin und Model. Sie wurde bekannt durch die Moderation verschiedener Kinder- und später Unterhaltungsshows und war die Co-Moderatorin der ITV-Fernsehshows This Morning (2009–2023) und Dancing on Ice (seit 2018) neben Phillip Schofield.

## Leben und Karriere
Willoughbys ältere Schwester Kelly arbeitet als Autorin für das Fernsehen. Im Alter von 14 Jahren wurde sie von einer Modelagentur entdeckt. Sie erschien in britischen Jugendzeitschriften, später als Unterwäschemodell auch in verschiedenen Werbeformaten, und war ab dem Jahr 2000 in mehreren Kinderformaten zu sehen. Ihr gelang 2004 der Durchbruch als Moderatorin der Sendung Ministry of Mayhem. Nachdem diese Sendung 2006 zunächst umbenannt und Mitte des Jahres eingestellt worden war, widmete sie sich ihrer Karriere als Moderatorin im Mainstream-TV.
Willoughby leidet an Legasthenie. Seit 2007 ist sie mit Dan Baldwin verheiratet, mit dem sie zwei Söhne (* 2009 und * 2014) sowie eine Tochter (* 2011) hat.